# AUKUS

Die AUKUS-Mitglieder Australien, Großbritannien und USA

AUKUS (Akronym aus den englischen Abkürzungen der drei beteiligten Staaten Australia, United Kingdom und United States) ist ein trilaterales Militärbündnis, das Mitte September 2021 zwischen Australien (Regierung Morrison II), dem Vereinigten Königreich (Kabinett Johnson II) und den Vereinigten Staaten (Regierung Biden) geschlossen wurde.
Gegenstand des Abkommens ist, dass Australien bis März 2023 insbesondere bei der Entwicklung und dem Einsatz von Atom-U-Booten durch die USA und Großbritannien unterstützt wird. Außerdem sollen durch die Zusammenarbeit Kenntnisse unter anderem bezüglich künstlicher Intelligenz, Quantentechnologie und Cyberthemen ausgetauscht werden.
Das Abkommen richtete sich nach übereinstimmender Einschätzung von Beobachtern vor allem gegen den wachsenden Einfluss Chinas in der Indopazifikregion, wobei China in den offiziellen Kommuniqués nicht direkt erwähnt wurde. Die chinesische Seite reagierte empört. Ein Sprecher des chinesischen Außenministeriums erklärte, dass das Abkommen den regionalen Frieden und die Stabilität unterminiere sowie das Wettrüsten intensiviere.
Die französische Regierung zeigte sich verstimmt, da mit dem Abschluss des Abkommens der im Jahr 2016 abgeschlossene Vertrag Australiens zum Kauf konventioneller französischer U-Boote mit dieselelektrischem Antrieb von Australien gebrochen oder gekündigt wurde. Die französischen Botschafter in Australien und den Vereinigten Staaten wurden zu Konsultationen zurückgerufen.
Nach Medienberichten werde durch das Abkommen der Einfluss Chinas in den Überseegebieten Frankreichs eher verstärkt. Dies gelte für Neukaledonien, Wallis und Futuna und Französisch-Polynesien. Grund ist die erhebliche Verstimmung, die in den Beziehungen zwischen Frankreich und Australien aufgetreten sei. Der frühere australische Ministerpräsident Malcolm Turnbull habe zugegeben, dass Frankreich durch Scott Morrison getäuscht worden sei. Das französische Militär-Forschungsinstitut IRSEM habe die chinesischen Einflussnahmen in einem umfangreichen Bericht dargestellt, der im Oktober 2021 erschienen ist.
In einer gemeinsamen Erklärung der AUKUS-Verteidigungsminister im April 2024 wurde die Erwägung einer Zusammenarbeit mit Japan bei AUKUS-Projekten für „fortgeschrittene Fähigkeiten“ bekannt gegeben.